# Diego de Souza
Diego Alejandro de Souza Carballo (Melo, 14 maggio 1984) è un ex calciatore uruguaiano, di ruolo centrocampista.

## Carriera

### Club
Dopo aver giocato fino al 2011 al Defensor Sporting, debutta nel campionato argentino il 12 febbraio 2011, nella partita Olimpo-Banfield (2-1).

## Palmarès

### Club

#### Competizioni nazionali
- Liguilla Pre-Libertadores de América: 1

Defensor Sporting: 2005-2006
- Campionato uruguaiano: 1

Defensor Sporting: 2007-2008